# Kunta Kinte
Kunta Kinté est un personnage de fiction, héros du roman Racines d'Alex Haley, et des mini-séries télévisées Racines. Décrit à l’origine comme « fiction », mais vendu en librairie dans le rayon des ouvrages non romanesques, Racines a été décrit par Alex Haley comme un mélange de faits et de fiction. Haley a déclaré que le personnage de Kunta Kinte était basé sur l’un de ses ancêtres : un Gambien né en 1750, asservi, emmené en Amérique et mort en 1822, mais l’historicité de Kunta Kinte est contestée.

## Historicité
Alex Haley a affirmé que ses sources pour les origines de Kinte étaient la tradition familiale orale et un Gambien, Kebba Kanga Fofana, qui affirmait être un griot ayant des connaissances sur le clan Kinte qu’il a décrit comme une famille dans laquelle les hommes étaient des forgerons, issus d’un marabout nommé Kairaba Kunta Kinte, originaire de Mauritanie. Selon Haley, Fofana lui aurait dit : « À peu près au moment où les soldats du roi sont venus, l’aîné de ces quatre fils, Kunta, a quitté ce village pour couper du bois et n’a jamais été revu. »
Des enquêtes menées par des journalistes et des historiens ont découvert que Fofana n’était nullement griot. De plus, en racontant l’histoire de Kinte, Fofana a changé des détails cruciaux, dont le nom de son père et de ses frères, son âge et même l’année où il est censé avoir disparu. À un moment, il a même placé Kunta Kinte dans une génération vivant au XXe siècle. On a également découvert que les anciens et les griots étaient incapables de donner des lignées généalogiques fiables remontant au-delà du milieu du XIXe siècle ; seul Kunta Kinte faisait apparemment exception. Le directeur des Archives nationales de Gambie a même écrit à Alex Haley pour lui faire part de ses doutes sur la fiabilité de Fofana. Lors de récits répétés de l’histoire, ce dernier a changé les détails sur lesquels Haley s’était basé pour son identification,. En fait, il semblerait que Haley ait raconté son histoire de Kunta Kinte à tellement de gens qu’il a fini par générer une référence circulaire : au lieu d’une confirmation indépendante de l’histoire de Kunta Kinte, il n’a entendu, en réalité, que l’écho de ses propres propos,.
Lorsque Racines est devenu célèbre à l’échelle nationale, l’auteur américain Harold Courlander s’est aperçu que la section décrivant la vie de Kinte était en fait tirée de son propre roman l'Africain, relatant l’histoire de Hwesuhunu, jeune Africain enlevé à sa patrie par des esclavagistes français pour être vendu comme esclave à Sainte-Lucie puis sur une plantation de Géorgie. Alex Haley a commencé par rejeter l’accusation avant de publier, par la suite, une déclaration publique reconnaissant que le livre de Courlander avait été la source de Racines. Selon lui, l’erreur est due à l’un de ses assistants. Harold Courlander a intenté un procès pour violation du droit d’auteur à Alex Haley qui, en échange de l’abandon du procès en plagiat, a reconnu que 81 passages de Racines sont recopiés de l’Africain, et dédommagé Courlander de 650 000 $ (soit l’équivalent de $
2.5 millions de dollars en 2016). Dans une interview accordée 4 ans plus tard à la BBC, le juge Ward a déclaré : « Alex Haley a commis un canular contre le public. »

Courlander a, quant à lui, rédigé en 1986 un article intitulé « Kunta Kinte’s Struggle to be African » (Les efforts de Kunta Kinte pour être africain), détaillant les différences entre le personnage de Kunta Kinte et les documents historiques concernant les Africains de la période précédant l’esclavage. Parmi les comportements non africains de Kunta, on relève des manifestations de colère et de rage aveugles, un sens de l’odorat presque animal, une pudibonderie et des actions inconnues dans la culture des Mandingues, et qui signalent les nombreuses déformations et ambiguïtés du roman d’Haley. Pour Courlander, 

« Le comportement, la perception et les explications de Kunta sur lui-même sont souvent faux par rapport à la personnalité africaine, la connaissance africaine des personnes et du monde qui les entoure, la technologie et les capacités africaines et les disciplines et la sophistication de la plupart des sociétés africaines. »

Haley dépeint, de façon presque insultante pour les Africains, les Mandingues de l’époque de Kunta comme des arriérés ignorant tout de l’Europe, alors que ceux-ci n’ignoraient rien des navires, des canons, des mousquets ou du verre, possédant des forgerons capables de fondre les métaux et de travailler l’or, l’argent le laiton et des artisans en mesure de fabriquer aussi bien les mousquets que la poudre à canon. Or, Kunta est décrit par Haley comme n’ayant jamais vu un mousquet, un navire, un rasoir, un violon, un cheval ou même une conque, pourtant couramment utilisée en Afrique:296-7. Pour Coulander, loin d’augmenter la connaissance de l’Afrique et des Africains, Haley en offre une perception faussée, dégradée et dégradante, et il conclut : 

« Certaines des diverses questions soulevées à propos de Racines (mais pas toutes) résultaient de son genre littéraire incorrect et ambigu. Une fois généralement accepté le fait que l’ouvrage est essentiellement une œuvre de fiction, même en incluant des faits généalogiques, la question de la véracité historique a perdu de son importance. Mais en tant que roman, les éléments littéraires jouent un rôle plus important et la véracité ou la crédibilité du personnage central devient primordiale. »

## Caractéristiques
Kunta Kinte est musulman. Il a été capturé et transporté à Annapolis puis vendu à un planteur à Spotsylvania County en Virginie.

## Trame romanesque
Le roman de Haley commence à la naissance de Kunta, à Juffure, dans l'actuelle Gambie en 1750. Kunta est le premier de quatre enfants du guerrier mandingue Omoro et de sa femme Binta Kebba. Haley décrit l'éducation stricte de Kunta et les rigueurs de l'entrainement par lequel il passe.
Un jour de 1767, alors que le jeune guerrier était sorti du village afin de trouver du bois pour faire un tambour, il est attaqué par deux colons blancs et deux Noirs qui le cernent et le capturent. Kunta se retrouve bâillonné, ligoté et prisonnier des hommes blancs. Haley décrit comment ils humilient le jeune guerrier en le déshabillant, le fouillant par tous les orifices et le marquant au fer rouge. Il est embarqué avec d'autres sur le Lord Ligonier, un navire négrier, pour un voyage de trois mois vers l'Amérique.
Des 140 Africains, Kunta est l'un des 98 qui survécurent à la traversée. À son arrivée au Maryland, il est vendu à un planteur qui le renomme Toby.
Il épouse Bell Waller – une autre esclave – et il a une fille nommée Kizzy. Il finit par être affranchi et vit comme un individu décent dans la société
Kizzy est vendue quelques années plus tard pour avoir écrit une fausse autorisation de circuler pour un jeune esclave dont elle était amoureuse.
Le reste du livre raconte l'histoire des générations entre Kizzy et Alex Haley, décrivant leurs souffrances en Amérique. Au début de sa vie, Kunta ne délaisse pas ses rêves de liberté et tente de s'échapper ; mais, rattrapé et brutalisé, il finit par se soumettre au régime social en vigueur. L'Afrique s'éloigne de ses souvenirs alors que les années passent. Avec le temps et sa nouvelle conduite, Kunta gagne en autonomie dans son nouvel univers et finit par devenir affranchi. Il vit chichement mais dignement, sous un nom de baptême. Ses racines africaines ne s'éteignent pas pour autant car à travers ses souvenirs et ses contes il les a rendu bien vivaces auprès de Kizzy, pourtant née en Amérique. L'histoire se termine avec le décès et l'enterrement du personnage principal, sa fille revenant sur sa tombe après la cérémonie pour graver "Kunta Kinte" sur la croix. Ce geste montre que Kizzy rejette l'intégration de son père dans la société locale.

## Dédicaces
Il y a un mémorial dédié à Kunta Kinte à Annapolis. C'est l'un des rares monuments au monde à porter le nom d'un esclave africain.
La plaque de Kunta Kinte a été volée 48 heures après son installation en 1981, probablement par le Ku Klux Klan. Elle ne fut jamais retrouvée, mais remplacée deux mois plus tard.

## Mentions artistiques
- Le groupe The Coup évoque Kunta Kinté dans le titre My Favourite Mutiny de l'album Pick a Bigger Weapon en 2006 : I get off the chain like Kunta Kinte with a MAC-10.
- LECK, rappeur du 94 évoque Kunta Kinté dans un titre All in, 2011 : « Ma position ? Kunta Kinté enlève son collier ».
- le groupe Ousanousava (Réunion) a écrit sur l'histoire des esclaves dont une chanson évoquant Kunta Kinte déraciné.
- Le groupe de reggae The Revolutionaries a enregistré à Channel One un titre nommé Kunta Kinte.
- La chanteuse de reggae roots Aisha mentionne à plusieurs reprises Kunta Kinte dans son titre Kunte Kinte.
- Médine évoque l'histoire de Kunta Kinte dans le titre Kunta Kinte - Enfant du destin. Cette chanson se trouve sur l'album Arabian Panther, sorti en 2009. Médine y retrace une partie de son existence, de sa naissance à son arrivée sur le continent.
- Le groupe IAM l'évoque dans le titre tempérament Kunta Kinte.
- Youssoupha évoque Kunta Kinte dans sa chanson Le monde est à vendre en featuring avec Kool Shen, « mes frères sont dans la cible, pas d'indulgence, jamais acquittés, pour être libre j'ai la virulence de Kunta Kinte ».
- Le groupe espagnol Mecano évoque aussi Kunta Kinte dans sa chanson El Blues del esclavo extraite de l'album Descanso Dominical (1988).
- Mokobé le cite en exemple dans Parole de Soninké (2007): « mon héros c’est Kunta Kinté, c’est pas Bruce Willis ».
- Booba sur son album Autopsie volume 3 paru en 2009 fait une référence à Kunta Kinte dans la chanson Liberation Time (Remix).
- Quelques chanteurs jamaïcains comme Ranking Dread ou Ray-I ont écrit des chansons sur Kunta Kinte.
- Scylla, rappeur belge membre du collectif OPAK, fait également une référence au tempérament Kunta Kinte dans la chanson Marqué au fer (bleu, blanc) rouge.
- Ministère A.M.E.R. évoque Kunta Kinté dans leur titre Damnés de la terre sur l'album Pourquoi tant de haine ? (1992) ainsi que dans Cours plus vite que les balles sur l'album 95200 (1994).
- MC Solaar le mentionne également dans son titre Les pensées sont des flowers, issu de l'album Paradisiaque (1997).
- Busta Rhymes le mentionne dans le morceau Rhymes Galore sur l'album When disaster strikes...
- Akir dans la chanson Kunta Kinte présente sur l'album Legacy sorti en 2006.
- Soprano (rappeur marseillais) dans sa musique Hiro, issue de l'album La Colombe sorti en 2010 : J'aurais été chez Kunta Kinte et dans la musique Vue de la cage en featuring avec Akhenaton, issue de l'album Soldat de Fortune sorti en 2006: ils ne veulent pas m'appeler Kunta, mais Toby.
- A.D. de la Sexion d'Assaut se compare à Kunta Kinté dans A.D. Africain déterminé morceau sorti en 2010, dans la mixtape des chroniques du 75 volume 2 : J'ai pas la plume de Molière, je suis têtu comme Kunta Kinte.
- Dans le morceau On lâchera pas l'affaire, Pit Baccardi chante « Kunta a fui après avoir brisé les chaînes il était noir faut que ce soit significatif pour les jeunes. ».
- Le rappeur Sheryo le mentionne aussi dans plusieurs free-styles comme sur Radio Pluriel : J'suis comme Kunta Kinte j'sais où sont mes racines, j'ai rien à voir avec un pays qui pille et qui assassine.
- Le groupe de rap TarTar Label parle de Kunta Kinté dans son morceau Soupe à l'oignon.
- Le rappeur Sefyu le cite dans sa chanson La Légende : « dans tous les scénarios, les noirs meurent les premiers, ça passe bien depuis Kunta Kinte ».
- Le rappeur Tiers Monde a intitulé son album paru en 2014 Toby or not Toby posant la question à son public: Es-tu esclave ou maître ?
- Le rappeur Kaaris dans son album Or noir part II et la chanson Chargé dit cette phrase : « Je reconnais que le ventre que j'ai quitté, ma vélocité vient de Kunta Kinte ».
- Le rappeur Kendrick Lamar y fait référence sur son titre King Kunta dans l'album To Pimp a Butterfly (2015).
- Le chanteur de reggae Tarrus Riley fait référence à Kunta Kinte dans sa chanson Shaka Zulu Pickney.
- Le DJ Mad Professor y fait référence avec le titre Kunta Kinte Dub.
- Le rappeur K-Ly de RVNHD y fait référence dans le titre Mike Brown en duo avec Thony Eiiyz.
- Le rappeur Omry du TSR Crew, dans le titre Sans sommation de l'album Passage Flouté (2015), évoque Je sais d'ou j'viens comme Kunta Kinte.
- Le groupe de rap américain Migos le mentionne dans le titre Made Man de l’album Culture II
- Edwin Birdsong y fait référence sur le titre Kunta Dance de son album Edwin Birdsong de 1979.
- Le chanteur Akon le mentionne dans la chanson Shake down .  Kunta Kinte bracelet
- Le rappeur Alpha Wann fait référence à Kunta Kinte dans le titre Rap Catéchisme en featuring avec Freeze Corleone, issu de l’album La Menace Fantôme, sorti en 2020.